# Contea di Cowlitz
La contea di Cowlitz (in inglese Cowlitz County) è una contea dello Stato di Washington, negli Stati Uniti. La popolazione al censimento del 2000 era di 92 948 abitanti. Il capoluogo di contea è Kelso.

## Geografia
La contea si trova nel sud-ovest dello Stato, al confine con l'Oregon. I fiumi principali sono il Cowlitz e il Columbia.

### Contee confinanti
- Contea di Lewis - nord
- Contea di Skamania - est
- Contea di Clark - sud
- Contea di Columbia (Oregon) - sud-ovest
- Contea di Wahkiakum - ovest

## Storia
La contea era una delle contee originarie del Territorio di Washington. Il nome della contea deriva dal nome dei nativi che abitavano le rive del fiume Cowlitz. La contea fu creata nel 1854.

## Comuni

### Cities
- Castle Rock
- Kalama
- Kelso (capoluogo)
- Longview
- Woodland

### Census-designated places
- Beacon Hill
- Cougar
- Lexington
- Longview Heights
- Ryderwood